# Marco Herszel
Marco Herszel, född den 2 juni 1979 i Schönebeck, Östtyskland, är en tysk kanotist.
Han tog bland annat VM-guld i K-4 1000 meter i samband med sprintvärldsmästerskapen i kanotsport 2007 i Duisburg.